# Битва при Гранике (72 до н. э.)
Битва при Гранике — сражение между римскими и понтийскими войсками в ходе Третьей Митридатовой войны, произошедшее в 72 до н. э.
Во время неудачно складывавшейся осады Кизика Митридат решил отступить. Конница была атакована Лукуллом у реки Риндак и понесла сильный урон. После этого Митридат решил снять осаду и стал отступать с основными силами. Митридат морем отплыл в Парос, а пехоте было приказано идти в Лампсак. Лукулл атаковал пехоту у рек Эсеп и Граник и нанёс поражение, в котором понтийцы потеряли 20 тыс. чел. Римляне атаковали их во время переправы через сильно разлившуюся реку и также взяли много пленных. Однако значительной части понтийской армии удалось отступить в Лампсак. Когда они прибыли туда, Митридат решил отправить их в Понт морем. Корабли, на которых были лучшие воины, были атакованы римлянами при Лемносе, а другая часть армии попала в бурю, и только некоторым удалось добраться до Понта.